# Mazanki, Tỉnh Warmian-Masurian

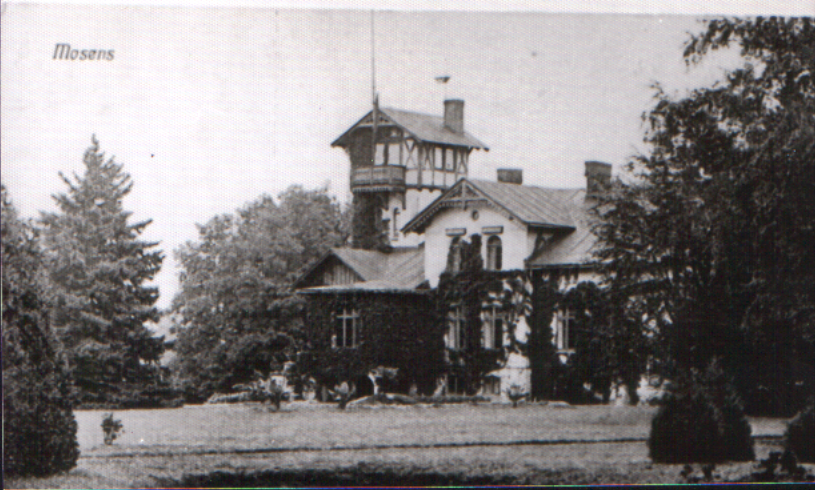
Nhà cũ của Mosens

Mazanki [maˈzanki] (German Mosens) là một ngôi làng thuộc khu hành chính của Gmina Zalewo, thuộc hạt Iława, Warmian-Masurian Voivodeship, ở miền bắc Ba Lan.